# Эфлер, Петер
Петер Эфлер (нем. Peter Efler; род. 21 сентября 1944) — австрийский пианист, известный главным образом как музыкальный педагог.
Окончил Венскую академию музыки, ученик Бруно Зайдльхофера. В 1969 г. выиграл Международный конкурс исполнителей в Женеве. В том же году начал преподавательскую деятельность в Базельской академии музыки, где и работал до 1996 года. С 1996 г. профессор Венского университета музыки.